# Valle di Blenio
La Valle di Blenio (in lombardo Val de Bregn, in tedesco: Bleniotal; in tedesco desueto: Palenzertal, Bolenzertal, Bollenztal; in romancio: Val da Blegn) è una vallata dell'Arco Alpino nella sezione delle Alpi Lepontine nel Canton Ticino, Svizzera. È percorsa dal fiume Brenno. Fra le valli laterali va ricordata la Val Malvaglia.